# Passage Rauch
Le passage Rauch est une voie du 11e arrondissement de Paris, en France.

## Situation et accès
Le passage Rauch est situé dans le 11e arrondissement de Paris. Il débute au 8, passage Charles-Dallery et se termine au 11, rue Basfroi.

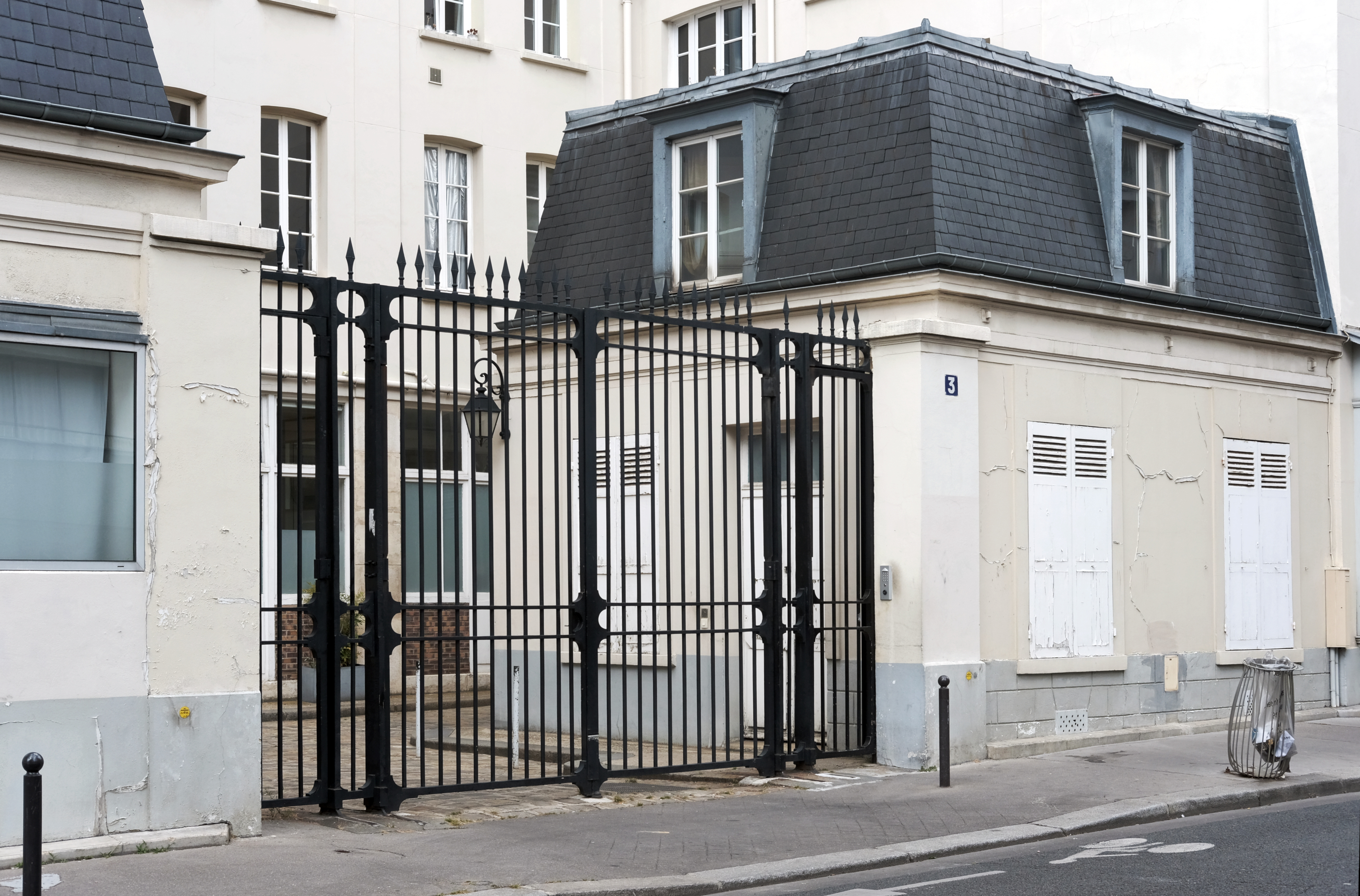
Passage Rauch, n°3.

## Origine du nom
La rue tire son nom de celui d'un ancien  propriétaire.

## Historique
Cette voie est ouverte en 1880 sous sa dénomination actuelle puis est classée dans la voirie parisienne par arrêté municipal du 29 novembre 1991.
En 1933, le Conseil municipal de la Ville de Paris délibère : « Les voies privées suivantes : passages Courtois, Alexandrine, cour Debille, passages Rauch et des Taillandiers, seront classées comme voies publiques dans le plus bref délai possible. »